# Melhores do Ano de 2006
O Melhores do Ano de 2006 foi a 11ª edição dos Melhores do Ano, prêmio entregue pela emissora de televisão brasileira TV Globo aos melhores artistas e produções da emissora referentes ao ano de 2006.
A grande vencedora foi a novela Cobras & Lagartos, com 4 prêmios.

## Vencedores e indicados
- Os vencedores estão em negrito.[1]

| Melhor Ator | Melhor Atriz |
| --- | --- |
| - Lázaro Ramos - (Foguinho em Cobras & Lagartos) - Tony Ramos - (Nikos em Belíssima) - Osmar Prado - (José em Sinhá Moça)               | - Taís Araújo - (Ellen em Cobras & Lagartos) - Fernanda Montenegro - (Bia Falcão em Belíssima) - Lilia Cabral - (Marta em Páginas da Vida)       |
| Melhor Ator Coadjuvante | Melhor Atriz Coadjuvante |
| - Bruno Gagliasso - (Ricardo em Sinhá Moça) - Eduardo Lago - (Bira em Páginas da Vida) - Marcos Caruso - (Alex em Páginas da Vida)      | - Cléo Pires - (Letícia em Cobras & Lagartos) - Totia Meireles - (Silvana em Cobras & Lagartos) - Marjorie Estiano - (Marina em Páginas da Vida) |
| Melhor Ator Revelação | Melhor Atriz Revelação |
| - Thiago Rodrigues - (Léo em Páginas da Vida) - Rafael Almeida - (Luciano em Páginas da Vida) - Marcelo Médici - (Fladson em Belíssima) | - Fernanda Vasconcellos - (Nanda em Páginas da Vida) - Pérola Faria - (Gisele em Páginas da Vida) - Paolla Oliveira - (Giovanna em Belíssima)    |
| Música de Novela | Melhor Ator ou Atriz Mirim |
| - "Se Quiser", Tânia Mara (Páginas da Vida) - "One Last Cry", Marina Elali (Páginas da Vida) - "O Sol", Jota Quest (Cobras & Lagartos)  | - Rafael Ciani - (Geléia em Cobras & Lagartos) - Joana Mocarzel - (Clara em Páginas da Vida) - Gabriel Kaufmann - (Francisco em Páginas da Vida) |
| Melhor Cantor | Melhor Cantora |
| - Leonardo - Daniel - Zeca Pagodinho | - Ivete Sangalo - Ana Carolina - Pitty |
| Melhor Grupo ou Dupla | Melhor Banda |
| - Babado Novo | - CPM 22 |
| Esportista do Ano | Destaque no Jornalista |
| - Felipe Massa | - Fátima Bernardes |
| Revelação Musical | Melhor Comediante |
| - Armandinho | - Maria Clara Gueiros - (Zorra Total) |
| Música do Ano | O Melhor da Dança |
| - "Quando a Chuva Passar", Ivete Sangalo - "Se Ela Dança, Eu Danço", MC Leozinho - "Você Vai Estar na Minha", Negra Li                  | - Daniele Suzuki |

### Prêmios especiais
| Troféu Mário Lago |
| ----------------- |
| - Lima Duarte     |

## Resumo
| Novela            | Indicações | Prêmios |
| ----------------- | ---------- | ------- |
| Páginas da Vida   | 7          | 3       |
| Cobras & Lagartos | 4          | 4       |
| Belíssima         | 4          | 0       |
| Sinhá Moça        | 2          | 1       |
| O Profeta         | 1          | 0       |